# Statshusmandskoloni Rønhave
Stathusmandskolonien Rønhave er en tidligere husmandskoloni mellem Kær-Hestehave og Arnkil i Ulkebøl Sogn på Kær Halvø (Als), nord for Sønderborg. Kolonien opstod i 1925 ved udstykning af den tyske domænegård Rønhave. Ud af de oprindelige 28 statshusmandsbrug var der i 1996 kun to tilbage, hvor familiens hovedindkomst kom fra landbrugsdriften. Koloniens husmænd drev et intensivt landbrug med mange husdyr. Over halvdelen af indtjeningen kom fra salg af mælk, omkring en fjerdedel fra salg af svin og resten fra salg af kreaturer og korn. Samtidig dækkede brugets produktion det meste af familiernes forbrug. En del af husmændene havde ved siden af den daglige drift udearbejde, som ofte var kørsel for mejeriet eller brugsforeningen. Det første brug blev nedlagt 1963 og de resterende i løbet af de følgende 35 år. De nedlagte brug blev først pensionistbolig. 2007 gik koloniens sidste husmandspar på pension. I nutiden er husmandskoloniens boliger for mennesker med erhverv uden for landbruget, men brugene ligger med få undtagelser som dengang de blev bygget fra 1925 til 1950.

## Koloniens historie og udvikling
Efter jordlovenes gennemførelse i 1919, udgør Rønhavekolonien en af de mange nye bebyggelser i Sønderjylland efter Genforeningen i 1920. Selvom flertallet af Ulkebøls Sogns beboere ved koloniens grundlæggelse i 1925 var
gårdmænd og husmænd, fremstod kolonien i de første år som en særlig befolkningsgruppe isoleret fra det øvrige sogn. Formodentlig var grunden at Rønhave-kolonien havde muligheden for at etablere deres eget lille sociale samfund med egen skole
på den nordligste halvdel af Kær Halvø.
Udstykningen af domænegården Rønhaves jord til statshusmandsbrug begyndte den 4. marts 1925, hvor en gruppe udvalgt af Statens Jordlovsudvalg STJ ledede udstykningen. De fremmødte var foruden de forskellige stats og amtslige kommissionsmedlemmer også de kommende nye husmænd og bygmestre og andre, der havde interesse i at der skulle bygges. Hvis flere end èn ønskede den udbudte parcel foregik udstykningen ved lodtrækning. Samme dag blev købekontrakterne underskrevet og afholdt auktion over mursten og tømmer i forbindelse med nedrivningen af overflødige bygninger på gården Rønhave.
Husmændene stod selv som bygherre og i foråret 1925 gik en række bygmestre efter aftale med de enkelte husmænd i gang med opførelsen af de 24 husmandsbrug. Kun en af husmændene valgte at bygge selv. Det statslige byggelån var i 1925 12.500 kr. og i 1926 10.500 kroner, heraf skulle husmanden selv i følge loven betale 10 procent af byggelånets pålydende. På grund af de dårlige veje blev der bygget to anlægsbroer ved Folekobbel og Arnkilsøre. Murstenene fra teglværkerne omkring Nybøl Nor ankom med skib, hvorefter husmændene selv måtte køre murstenene i land med trillebør og tranportere dem videre med hestevogn til byggepladsen. En enkelt husmandskone kørte selv
murstenene hjem på en trillebør. Foruden nedrivning og transport af byggematerialer deltog de fleste af husmandsfamilierne og venner i arbejdet med rensning af genbrugsmurstenene, sortering af genbrugstømmer, udgravning til fundament og som håndlangere for muresvendene.
De fastsatte byggerestriktioner gjorde at selvom der var forskelligheder i husmandstedernes byggestil fremstod de vinkelformede bygninger med de halvvalmede tegltage som en samlet helhed. Først i begyndelsen af 1930'erne i forbindelse med senere statshusmandsudstykninger, fik husmændene mere ret til selv at bestemme over placeringen, byggestilen og materialevalg, og dermed blev kulturlandskabet mere nuanceret.
Samtidig med byggeriet begyndte arbejdet med at forbedre jorden. Den overvejende del af udstykningsarealerne var græs- og brakmarker. De mest nødvendige markredskaber som plov og harve blev anskaffet af husmanden, resten af de fornødne maskiner blev anskaffet i fællesskab. Også hjælpen fra større nabogårde gjorde at husmændene klarede sig igennem de førte år hvor udbyttet af jorden var minimalt. En faktor var også at husmændene i de første år ikke havde råd til den nødvendige dræning og jordforbedring. Afhængig af den enkelte husmandsfamilies økonomi blev der efterhånden anskaffet besætning og bedre redskaber, og i slutningen af 1920'erne havde alle brugene en maksimal besætningsstørrelse. Da udstykningerne i gennemsnit kun var mellem 5,9 ha, ansøgte flere af husmændene STJ om at få et større markareal, men fik afslag.
Den overvejende del af husmandsfamilierne havde i 1926 skolesøgende børn. De mindre elever blev undervist i et lejet men uegnet lokale i lokalområdet. De større børn gik i Kær skole. 1927 blev Skovhuse skole med to klasseværelser og lærebolig indviet.
Lærerparret Poulsen og virkede her til 1966, hvor skolen blev nedlagt. I 1940'erne blev skolen udvidet med gymnastiksal og skolekøkken.
1950 blev domænegården Rønhave omdannet til en forsøgsgård under Statens Planteavlsudvalg. Dermed blev 15 ha taget fra til udstykning under STJ´s ledelse, og der kunne oprettes tre nye statshusmandsbrug på hver 6,5 ha. Desuden fik 4 nærliggende husmandsbrug 2,6 ha til deling. Samme år fik alle husmænd endelig mere tillægsjord, ved at alle 30 husmænd stiftede foreningen "Husmændenes Fællesgræsning Arnkilsøre", der forpagtede et 32,9 ha stort militært område på Arnkilsøre til fællesgræsning af koloniens kalve og kvier. Det gjorde at hvert brug kunne forøge deres kreaturbesætning.
1962 gennemførtes den nye liberaliserede jordpolitik med ændring i lov om landbrugsejendommme, hvorved det blev muligt at ophæve landbrugspligten på brug indtil 5-9 ha jord. Fra 1971 blev der fri adgang til sammenlægning af landbrugsejendomme op til samlet jordtillæggende på 100 ha. Koloniens udvikling gik nu fra det eksisterende brugsmønster over til at gå i retning af større ejendomme, som specialiserede sig i en bestemt driftsform. Forandringen førte til en kraftig påvirkning af koloniens fysiske rammer som følge af den nye markstruktur, hvorved et typisk kulturlandskabstræk forsvandt.

## Eksterne kilder og henvisninger
- "Fra udvikling til afvikling" (Kristeligt Dagblad)
- Erland Porsmose: Danske Landsbyer; København 2008; ISBN 978-87-02-01690-1; s.224
- Sidste husmandspar på pension (TVSyd) Arkiveret 13. januar 2022 hos  Wayback Machine